# Gorka Gerrikagoitia
Gorka Gerrikagoitia Arrien (Guernica, 7 dicembre 1973) è un dirigente sportivo ed ex ciclista su strada spagnolo.
Professionista dal 1998 al 2003, partecipò a quattro edizioni della Vuelta a España. Dopo il ritiro è stato direttore sportivo dell'Euskaltel-Euskadi, della Delko e, dal 2022, della Cofidis.

## Carriera
Gerrikagoitia passò professionista nel 1998 con l'Euskadi, squadra basca in cui trascorse tutta la carriera. Da dilettante si impose nella Clásica Memorial Txuma, mentre tra i prof non ottenne alcuna vittoria. Il migliori risultati furono il terzo posto nella Prueba Villafranca de Ordizia e il sesto alla Clásica San Sebastián del 2003. Partecipò a quattro edizioni della Vuelta a España, portandone a conclusione tre ma terminando sempre lontano dalle prime posizioni.
Evidenziò tuttavia una buona lettura della corsa unita a uno spirito di abnegazione nello svolgere i compiti di gregariato che gli venivano affidati. Queste sue caratteristiche gli permisero di rimanere all'interno del team basco anche dopo aver appeso la bicicletta al chiodo, ricoprendo l'incarico di direttore sportivo.

## Palmarès
- 1996 (dilettanti)

Onati Saria
- 1997 (dilettanti)

Clásica Memorial Txuma

## Piazzamenti

### Grandi Giri
- Vuelta a España

2000: 66º
2001: 101º
2002: 107º
2003: ritirato (18ª tappa)